# Milky Way (cioccolato)

Logo della versione americana di Milky Way

La Milky Way è una barretta di cioccolato con ripieno di nougat aromatizzato al malto e caramello prodotta dalla Mars, Incorporated. Ne esistono due varianti diverse, che differiscono sia per la formula che per il branding: una commercializzata esclusivamente nei mercati del Nord America, l'altra nel resto del mondo.

## Storia
Fu inventata nel 1923 da Franklin Mars, dopo che costui aveva studiato per tre anni la creazione di un prodotto che potesse contenere (come manifestavano le locandine pubblicitarie dell'epoca) «più latte al malto di una fontana di soda al doppio malto al latte». L'idea era quella di creare uno snack che contenesse così tanto latte al malto da essere considerato equipollente ad una bevanda di malto. Il prodotto venne messo sul mercato nel 1924. Nel 1926 ne uscirono due varianti: la prima ricoperta di cioccolato al latte con ripieno di nougat al cioccolato, la seconda ricoperta di cioccolato fondente con ripieno di nougat alla vaniglia. Le dimensioni originali della barretta erano molto grandi se comparate a quelle di oggi: 80 ounces (ovvero circa 80/85 grammi o tre etti). Le materie prime per la produzione vennero fornita dalla Hershey, in quanto all'epoca la Mars (allora denominata Mar-O-Bar Company) non possedeva ancora una infrastruttura propria per la creazione di cioccolato. L'accordo terminò nel 1965, quando la Mars era già da tempo ormai diventata una delle aziende leader nel business dolciario statunitense. Nel 1932 fu decisa la trasformazione delle due versioni in unico formato a due pezzi, ma nel 1936 fu decisa nuovamente la separazione in due unità differenti: quella alla vaniglia ricoperta di cioccolato fondente fu ribattezzata Forever Yours (sul mercato fino al 1979, successivamente reintrodotta nel 1989 sotto il nome di Milky Way Dark, poi nel 2000 Milky Way Midnight). Negli anni sessanta la Mars cominciò una serie di campagne pubblicitarie con il quale si presentava la fattura di Milky Way  paragonabile a quella artigianale di una fattoria, con ingredienti come latte fresco, cereali, uova: in uno spot veniva mostrata una caraffa piena di latte che si trasformava in una barretta Milky Way. Ciò comportò l'intervento della Federal Trade Commission statunitense, la quale richiamò la Mars sottolineando come prodotti di estrazione prettamente industriale non possono essere comparati con quelli d'allevamento. Nonostante l'intervento, la Mars continuò comunque nei decenni a venire a perseguire una strategia comunicativa tesa ad identificare il suo prodotto come associabile al latte naturale.
La cioccolata Milky Way fu conservata assieme ad altri dolciumi nella Candy Desk (scrivania delle caramelle) del Senato degli Stati Uniti, una tradizione iniziata negli anni '60 per cui un senatore tiene in una scrivania del Senato dolciumi da offrire ai colleghi senatori.

## Differenze tra Milky Way statunitense ed europeo
Milky Way è stata immessa sul mercato in Europa a partire dal 1988 e in Italia dal 1990. Nel Regno Unito invece è riapparsa sul mercato nel 1993, dopo essere già stata commercializzata nel Paese britannico negli anni trenta. La versione europea del prodotto è praticamente identica a quella della barra 3 Musketeers commercializzata nei mercati del Nord America; la versione statunitense della Milky Way è invece identica alla barretta Mars europea.

## Prodotti correlati
Altri prodotti messi in commercio utilizzando il brand Milky Way sono i seguenti: 
- Milky Way Crispy Rolls: lanciato per la prima volta in Germania nel 1994, poi nel Regno Unito nel 1996 e in seguito nei vari mercati dell'Europa continentale, è una versione composta da due barre rotonde ricoperte di cioccolato con ripieno di wafer.[9]
- Milky Way Cream: è una crema spalmabile bigusto al cacao e latte; introdotta per la prima volta in Europa a metà degli anni novanta e poi messa fuori mercato, è stata reintrodotta all'inizio del 2019 insieme a prodotti dello stesso genere dei brand della Mars.[10]
- Milky Way Magic Stars: è una linea commercializzata solo nel Regno Unito e in qualche Paese europeo che all'inizio comprendeva una bustina di cioccolato solubile e degli stecchi gelato a forma di stella successivamente tolti dal mercato.[11] Della gamma sono rimasti presenti solo dei cioccolatini a forma di stella.[12]
- Milky Way Ice Cream: la versione gelato del prodotto: presente solo nel mercato degli Stati Uniti, è venduta nel formato pinta.
- Milky Way Ice Cream Bar: anch'essa presente solo nel mercato statunitense. è la versione barra-gelato.